# Бергмютце

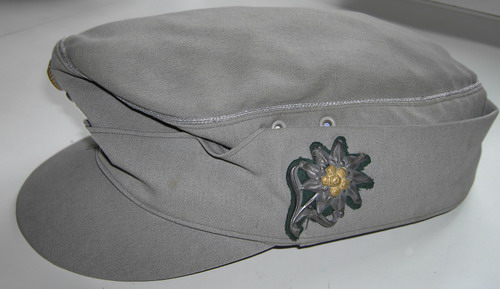
Бергмютце гірсько-єгерських частин Бундесверу

Б́ергмютце (нім. Bergmütze — гірська шапка) — головний убір, прийнятий для носіння у військових Австрії та Німеччини. В окремих випадках також прийнято називати Skimütze (лижна шапка) та Graumütze (сіра шапка).
Походить з австрійського військового строю. Шапка овальної форми з козирком. Зазвичай закриває верхню частину голови, вуха залишає відкритими. Має додаткову стрічку тканини, яка в холодний час може відкладатися униз і застібатися під підборіддям. У звичайних умовах частина, що відкладається застібається на 1-3 ґудзики або кнопки над козирком.

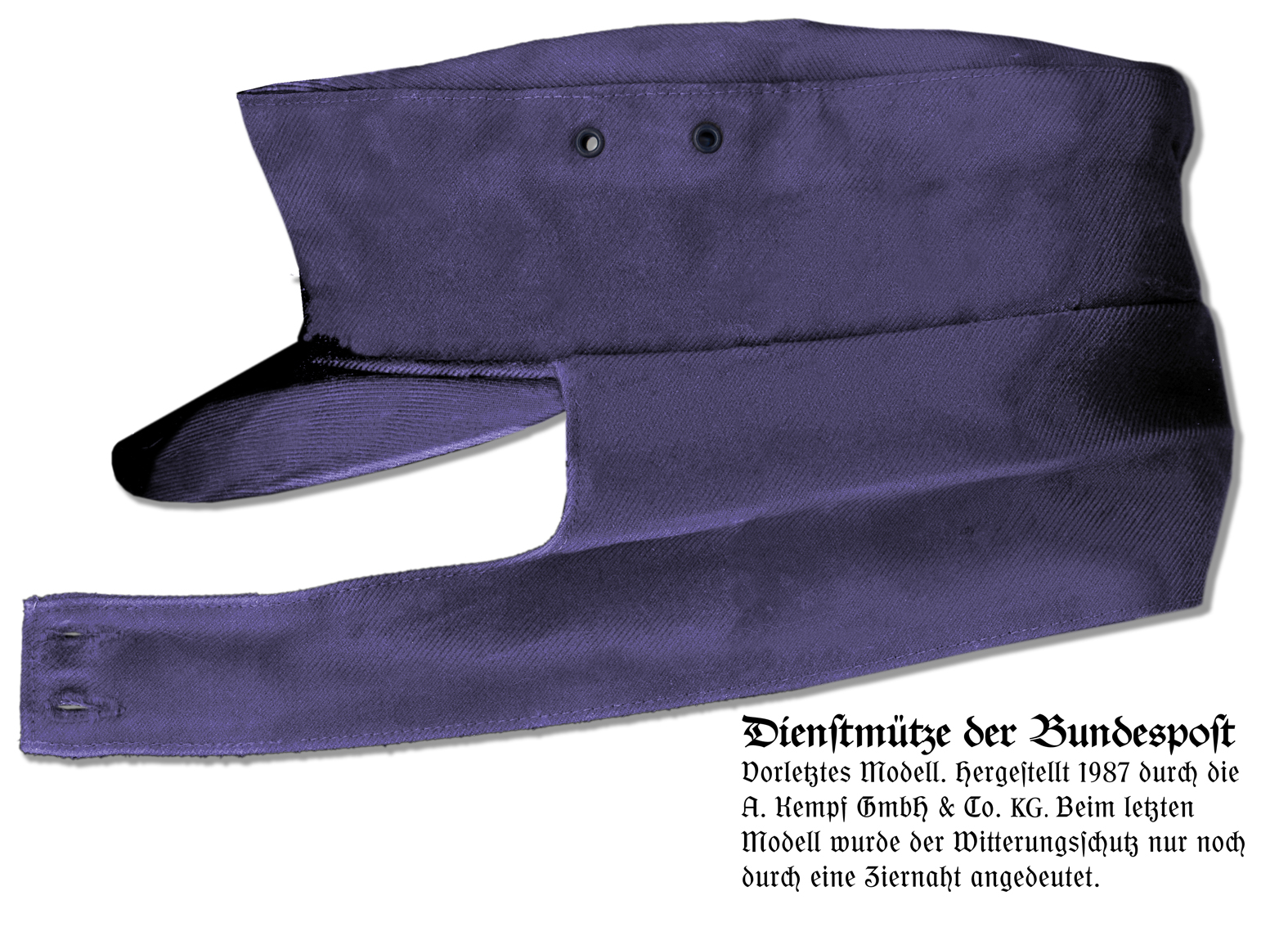
Німецька поштарська бергмютце з відвернутою захисною частиною

Класична «гірська шапка» виготовляється з повсті, пристосована для носіння в умовах зими. Літні варіанти виготовляються з більш легких матеріалів. Бергмютце широко застосовувалося австро-угорською армією в часи Першої світової війни.

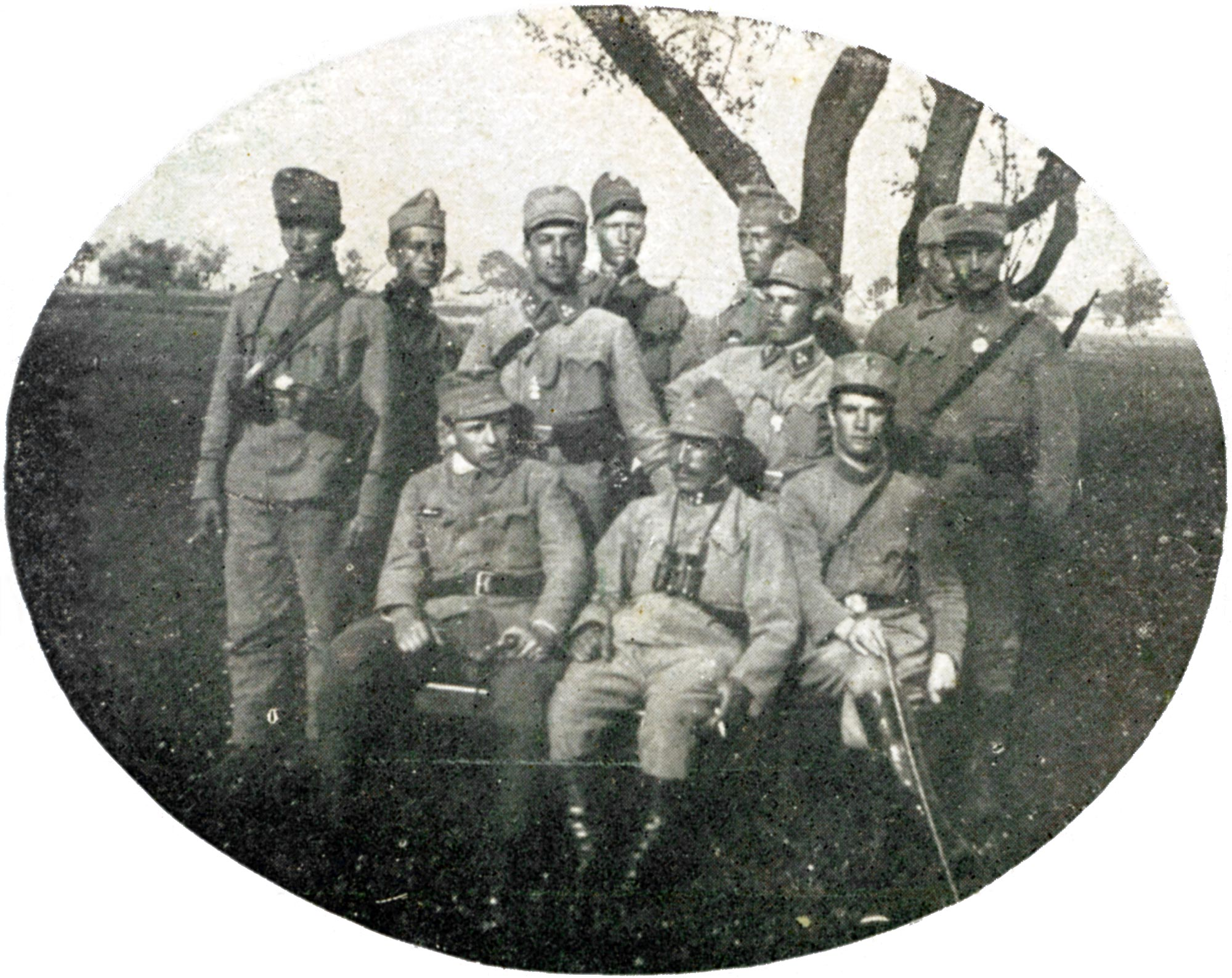
Сотник Українського легіону січових стрільців Осип Будзиновський із солдатами його сотні

Також була в деяких частинах військ вермахту під час Другої світової війни, почасту в полегшеному варіанті, без додаткового захисту, в камуфльованих варіантах.

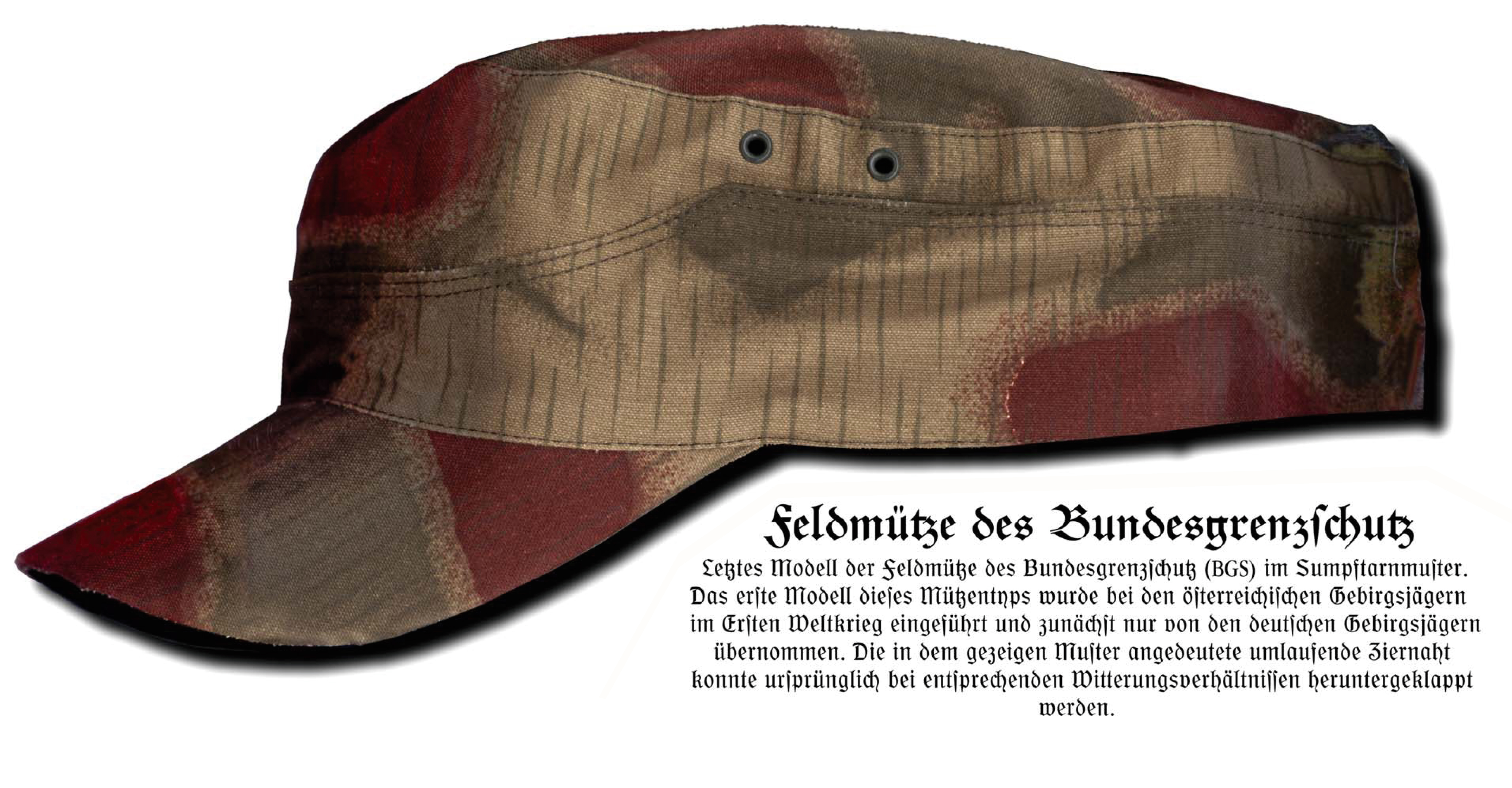
Кепі Федеральної прикордонної служби (BGS)